# 인구 과잉
인구과잉(人口過剩)은 급격하게 인구가 증가하여 지역의 인구 한계를 초과하는 것을 일컫는 말이다. 주로 인구 밀도가 높은 대도시 지역에서 찾을 수 있는 현상이며 인구과잉이 일어날 경우 여러 사회, 환경적 문제가 발생한다. 선진국보다는 개발도상국에서 두드러지는 현상이다.

## 개요
18세기 말 영국의 경제학자 맬서스는 인구가 생활 자료와의 균형을 넘어서서 증가할 때 과잉 인구문제가 생긴다고 말하였다. 즉 빈곤이나 사회 불안의 원인이 되는 인구문제는 인구가 기하급수적으로 증가하는 데 비해 생활 자원은 산술급수적으로밖에 증가하지 않는 데에서 생기는 것이라고 말한 것이다. 오늘날에도 인구 과잉을 인구와 생활 자원의 불균형에서 생기는 문제라고 보는 의견이 있지만, 또 한편으로는 마르크스처럼 과잉인구는 생산력의 발전 내지 생산의 사회적 배분과 인구증가의 불균형에 의해 생긴다는 의견도 있다. 어떻든 아시아·아프리카의 저개발지역에서는 식량의 부족 등으로 허덕이는 많은 사람들이 있어 인구의 압력이 큰 사회문제로 되어 있다.

## 같이 보기
- 생물다양성 감소
- 인구변천
- 지구 생태용량 초과의 날
- 지구 위험 한계선
- 반출생주의
- 앨런 와이즈먼